# Ibrianu, Dâmbovița
Ibrianu este un sat în comuna Cornești din județul Dâmbovița, Muntenia, România.

## Geografie
Zona de relief în care se încadrează satul Ibrianu este câmpia ,acesta făcând parte din Câmpia Ploieștiului.
În partea de V satul se învecinează cu  râul Ialomița relieful fiind unul ondulat, observându-se la o privire mai atentă anumite „vâlcele” ce pot fi cursuri vechi ale râului.În partea de E  având rolul de granița între Ibrianu și Frasinu este situat râul Chileanca. Acest pârâu își începe albia chiar de la poalele dealurilor ce străjuiesc partea de N a comunei Finta, strângând mare parte din apa provenită din precipitații ce se scurge de pe dealuri. În perioadele secetoase pârâul e alimentat doar din câteva izvoare aflate în partea de S a comunei Finta.
Satul Ibrianu se învecinează la N cu satul Finta, la S cu satele Cojasca și Hodărăști, la N-E cu satul Frasinu‚ la E cu satul Cornești iar la V cu satul Bilciurești.

## Economie
Principalele îndeletniciri ale locuitorilor sunt agricultură și creșterea animalelor

## Istorie
La sfârșitul secolului al XIX lea comuna Finta făcea parte din plasa Ialomița a județului Dâmbovița și era formată din satele Finta, Bechinești, Finta Veche și Ibrianu, cu o populație totală de 1209 locuitori. În ea funcționau o biserică și o școală.
În anul 1925 satul Ibrianu a fost transferat de la comună Finta la comună Frasinu din care făceau parte satele: Frasinu, Postarnacu, Băltita și Ibrianu. Comună Frasinu la acea dată avea  3628 de locuitori și pe raza acesteia se găseau două biserici (Frasinu și Băltita) și o moară cu apa. Este probabil ca aceasta moară să fi funcționat pe raza satului Ibrianu.
În 1950, comună Frasinu a trecut în componența raionului Târgoviște din regiunea Prahova și apoi, după 1952, din regiunea Ploiești. În 1968, județul Dâmbovița este reînființat, iar comunele Frasinu și Cătunu au fost desființate și împărțite între comunele Butimanu și Cornești, ultima luând cu această ocazie structura actuală, având în componența satele: Bujoreanca , Cătunu, Cornești (reședința), Cristeasca, Crivățu, Frasinu, Hodărăști, Ibrianu, Postârnacu și Ungureni.

## Legenda
Bătrânii spun că perioada în care a luat ființă satul era una în care  plouase foarte mult și răul Ialomița își ieșise din matcă. Șuvoaiele surprinseseră pe fața unui boier din Finta în timp ce supraveghea strângerea recoltei aproape de albia râului și speriată de apele revărsate  s-a adăpostit din calea acestora urcându-se într-o salcie foarte mare. În acel timp un turc ,pe nume Ibrahim, călătorea pe aceste meleaguri și auzind din depărtare țipetele fetei o salvează și apoi o duce la tatăl ei la Finta. Acesta  îi dăruiește drept mulțumire  o mare suprafață de pământ reprezentând vatra satului Ibrianu  precum și împrejurimile acestuia. În anul următor Ibrahim se hotărăște să cultive aceste pământuri și își angajează oameni din satele din jur pentru cultivarea și întreținerea culturilor. 
Este lesne de înțeles că Ibrahim angajase și oameni responsabili cu pază care își construiseră mici locuințe aici și totodată ,parte din cei ce întrețineau culturile se mutaseră  aici. Aceștia probabil și-au adus și familiile cu ei, s-au adunat și alții și așa s-au pus bazele unei mici așezări care s-a mărit în timp. 
Numele de „Ibrianu” se trage de la acest turc, Ibrahim.În timp numele a suferit modificări ,folosindu-se mai multe derivate din substantivul propriu de bază. Astfel  se cunosc mai multe forme: Ibrahim,Ibraim,Ibrain,Ibrian ,într-un final ajungându-se la Ibrianu.
Satul este împărțit în două regiuni:
- Olteni (drumul ce traversează satul făcând legătura între comunele Cornești și Bilciurești)
- Ibrianu(restul satului)

Partea numită Olteni s-a format mai târziu decât restul satului și are o legătură strictă cu acest nume.În  anul 1821, după asasinarea lui Tudor Vladimirescu și înfrângerea revoluției acestuia ,parte din pandurii lui Tudor întorcându-se spre casă au trecut prin aceste locuri.Nu se știe pentru ce motiv au dorit să se stabilească aici dar dintr-un act  aflat in Arhiva Judeteana Dambovita reiese faptul că un boier ce locuia în Cornești  a fost deposedat de pământul ce îl avea în apropierea satului Ibrianu acesta trecând în posesia pandurilor. De altfel, legăturile pe care această mică parte a satului le are cu partea de S-V a țării numită Oltenia, sunt dovedite și de numele familiilor ce locuiesc aici, acestea fiind nume specifice locuitorilor din partea Olteniei.

## Locuri istorice
Este de amintit faptul că în vecinătatea satului în partea de E, pe malul drept al pârâului Chileanca există și astăzi o movilă de pământ cu înălțimea de aproximativ 40 de metri aflându-se la 148,2 m față de nivelul mării (cota 148,2).
Se pare că aceasta movilă este de fapt o necropola tumulară deoarece în perioada comunistă în încercarea de a construii o clădire chiar pe vârful movilei s-au descoperit mai multe schelete umane în urma unui proces de nivelare a pământului.
„Bătălia de la Finta (17/27 mai 1653), marchează momentul final al confruntării dintre domnul Țării Românești, Matei Basarab (1632 – 1654), și cel al Moldovei, Vasile Lupu (1634 – 1653). Bătălia are loc pe raul Ialomița în satul Finta (jud. Dâmbovița), la jumătatea drumului dintre București și Târgoviște, la 17/27 mai 1653. Vasile Lupu dispunea de c. 24 000 de oameni, între care 12 000 de cazaci, 8 000 de moldoveni, iar restul, mercenari germani, în timp ce Matei Basarab se baza pe 30 000 de oameni, majoritatea lefegii. Ambele armate dispuneau de pedestrime cu arme de foc și de artilerie”. (George Marcu (coord.), Enciclopedia bătăliilor din istoria românilor, Editura Meronia, București, 2011). Cei care au fost uciși în această sângeroasă luptă au fost îngropați în trei movile între care este posibil să se numere și cea de la Ibrianu.. Aceasta movilă figurează în lista monumentelor istorice din județul Dâmbovița.
Bătălia de la Finta dintre Vasile Lupu și Matei Basarab a avut loc în vecinătatea satului Ibrianu dacă nu, chiar pe locul unde este plasat astăzi satul.
Din mărturiile bătrânilor satului aflăm că în apropierea satului Ibrianu, pe malul drept al răului Ialomița intre locul numit locul numit Mosdreni (datorită unui arbust ce crește în zonă) și o fosta balastieră a existat o țoță construită pe o „movilă de pământ” care din păcate astăzi nu mai exista fiind erodată în totalitate de râul Ialomița. Bătrânii afirmau că aceasta țoță era construită pe locul unui mormânt comun (necropola tumulară) necunoscându-se cu exactitate perioada în care au murit sau o eventuală lupta în care aceștia ar fi pierit. Cert este faptul că în urma proceselor de eroziune pe care răul Ialomița le exercita asupra movilei se găseau bucăți de metal ce păreau a fi săbii sau vârfuri de lănci precum și rămășițe omenești. Este posibil ca aceasta să fi fost una din cele trei movile rezultate în urma bătăliei de la Finta alături de cea de pe malul stâng al pârâului Chileanca și de cea de la Finta.